# Sofia Gontsjarova
Sofia Gontsjarova (Tsjita, 7 juni 1981) is een Russisch boogschutter.
Gontsjarova begon met boogschieten toen ze vijftien jaar was. In 2001 werd ze lid van het nationaal team. Ze deed mee aan diverse nationale en internationale wedstrijden en won zowel individueel als met het team meerdere World Cup-wedstrijden. In 2006 schoot ze een nieuw wereldrecord van 1401 punten (uit een mogelijk maximum van 1440 punten). Ze was daarmee, na de Amerikaanse Mary Hamm, de tweede vrouw die met een compoundboog de 1400-punten grens overschreed. Ze staat (juni 2008) 8e op de FITA-wereldranglijst.

## Resultaten
2005
 WK indoor (team)
2006
 World Cup, finale (individueel)
 World Cup, stage 2 (individueel)
 World Cup, stage 2 (team)
 World Cup, stage 3 (individueel)
 World Cup, stage 4 (individueel)
 World Cup, stage 4 (team)
 EK outdoor (team)
2007
 World Cup, finale (individueel)
 World Cup, stage 1 (individueel)
 World Cup, stage 1 (team)
 World Cup, stage 3 (team)
 World Cup, stage 4 (individueel)
 WK indoor (team)
2008
5e World Cup, stage 1
 EK outdoor (team)
 EK indoor (team)
 EK indoor (individueel)